# Diocesi di Saint-Pons-de-Thomières

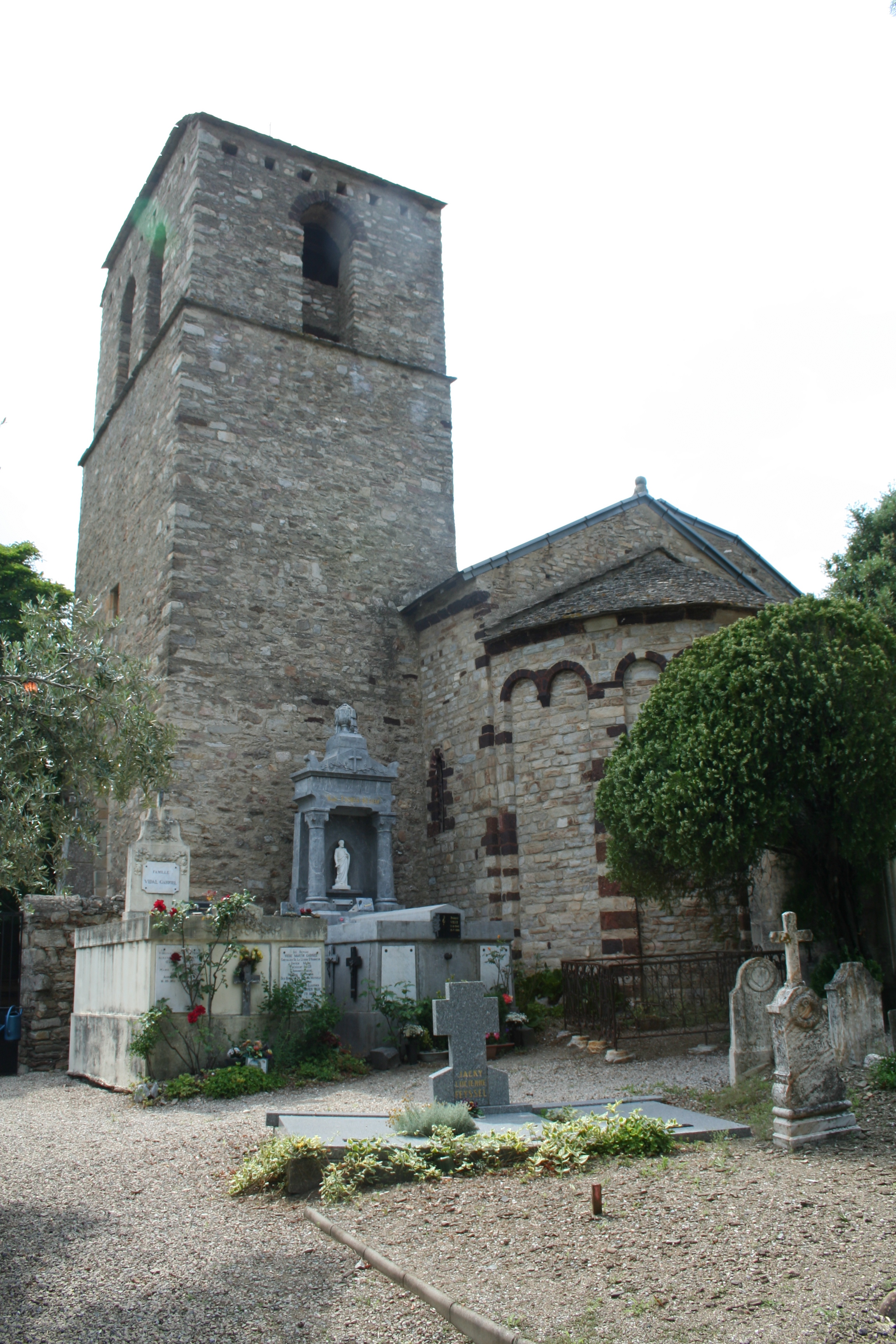
Il priorato di Saint-Julien.

La diocesi di Saint-Pons-de-Thomières (in latino: Dioecesis Sancti Pontii Thomeriarum) è una sede soppressa della Chiesa cattolica.

## Territorio
La diocesi era collocata per la massima parte nella regione occidentale dell'odierno dipartimento dell'Hérault, e comprendeva gli attuali cantoni di Olonzac, Olargues (ad eccezione dei comuni di Roquebrun, Vieussan e Colombières-sur-Orb inglobati nella diocesi di Béziers), Saint-Chinian, La Salvetat-sur-Agout e Saint-Pons-de-Thomières. Inoltre facevano parte della diocesi i comuni di Labastide-Rouairoux, Le Margnès e Lamontélarié nel dipartimento del Tarn.
Confinava a nord con la diocesi di Castres, a est con quella di Béziers, a sud con l'arcidiocesi di Narbona e ad ovest con le diocesi di Carcassonne e Lavaur.
Sede vescovile era la città di Saint-Pons-de-Thomières, dove fungeva da cattedrale la chiesa di San Ponzio.
Nel 1770 la diocesi comprendeva 40 parrocchie.

## Storia
L'abbazia benedettina di san Ponzio (Pons) a Saint-Pons-de-Thomières fu fondata nel 936 da Raimondo, conte di Tolosa, che vi ospitò i monaci di San Géraud d'Aurillac. Primo abate fu Otgario.
L'abbazia fu eretta in diocesi il 28 febbraio 1318 con la bolla Alma mater Ecclesia di papa Giovanni XXII, ricavandone il territorio dall'arcidiocesi di Narbona, di cui la nuova diocesi divenne suffraganea. Il capitolo della cattedrale rimase benedettino fino alla sua secolarizzazione nel 1612.
Primo vescovo della nuova diocesi venne nominato Pierre Roger, che fu anche l'ultimo abate di Saint-Pons.
Nella diocesi c'erano un'abbazia benedettina a Saint-Chinian, una premostratense a Fontcaude, un priorato dei Canonici regolari a Saint-Julien e il monastero delle benedettine di Santa Maria Maddalena a Saint-Pons.
La diocesi fu soppressa in seguito al Concordato con la bolla Qui Christi Domini di papa Pio VII del 29 novembre 1801 e il suo territorio incorporato in quello della diocesi di Montpellier.

## Cronotassi dei vescovi
- Pierre Roger † (19 aprile 1318 - 1324 deceduto)
- Raymond d'Apremont de Roquecorne, O.S.B. † (21 novembre 1324 - 15 settembre 1345 deceduto)
- Étienne Aldebrand, O.S.B. † (16 febbraio 1346 - 14 agosto 1348 nominato arcivescovo di Arles)
- Gilbert de Mandegaches † (14 agosto 1348 - 30 gennaio 1353 nominato vescovo di Gap)
- Pierre de Canillac † (30 gennaio 1353 - 29 gennaio 1361 nominato vescovo di Maguelone)
- Jean de Rochechouart † (29 gennaio 1361 - 30 maggio 1382 nominato arcivescovo di Bourges)
- Domenico da Firenze, O.P. † (30 maggio 1382 - 24 ottobre 1392 nominato arcivescovo di Albi)
  - Aimon Séchal † (10 febbraio 1393 - 5 novembre 1397 dimesso) (amministratore apostolico)[2]
- Pierre Laplotte, O.S.B. † (5 novembre 1397 - ? deceduto)
- Pierre Ravat, C.R.S.A. † (29 marzo 1398 - 18 settembre 1405 nominato arcivescovo di Tolosa)
- Vital de Castelmourou † (18 settembre 1405 - 29 luglio 1409 nominato arcivescovo di Tolosa)
- Geoffroi de Pompadour † (17 febbraio 1410 - 17 ottobre 1420 nominato vescovo di Carcassonne)
- Avignone Nicolai, O.P. † (14 marzo 1421 - 3 luglio 1422 nominato arcivescovo di Aix)
  - Guillaume Filastre † (3 luglio 1422 - 6 novembre 1428 deceduto) (amministratore apostolico)
  - Vital de Mauléon † (29 novembre 1428 - 1435) (amministratore apostolico)
- Géraud de La Bricoigne (o de Charras), O.Cist. † (16 aprile 1434 - 26 ottobre 1463 deceduto)
  - Jean † (1463 - 1465 deceduto) (vescovo eletto)[3]
- Pierre de Comborn † (20 maggio 1465 - settembre 1467 deceduto)
- Antoine Balue † (30 ottobre 1467 - 1501 dimesso)
- François Guillaume de Castelnau de Clermont-Ludève † (17 novembre 1501 - 22 giugno 1502 nominato arcivescovo di Narbona)
- François de Luxembourg † (16 novembre 1502 - 1509 deceduto)
- Philippe de Luxembourg † (8 settembre 1509 - 9 luglio 1511 dimesso)
  - François Guillaume de Castelnau de Clermont-Ludève † (9 luglio 1511 - 28 luglio 1514 dimesso) (amministratore apostolico)
  - Alessandro Farnese il Vecchio † (28 luglio 1514 - 13 ottobre 1534 eletto papa con il nome di Paolo III) (amministratore apostolico)
  - Marino Grimani † (13 novembre 1534 - 20 novembre 1534 dimesso) (amministratore apostolico)
- François Guillaume de Castelnau de Clermont-Ludève † (20 novembre 1534 - 24 marzo 1539 dimesso)
- Jacques de Castelnau de Clermont-Ludève † (24 marzo 1539 - 11 settembre 1586 deceduto)
- Pierre-Jacques de Fleyres † (15 giugno 1587 - 25 giugno 1633 deceduto)
- Jean-Jacques de Fleyres † (25 giugno 1633 succeduto - 1652 deceduto)
- Michel Tuboeuf † (26 gennaio 1654 - 6 ottobre 1664 nominato vescovo di Castres)
- Pierre-Jean-François Percin de Montgaillard † (12 gennaio 1665 - 13 marzo 1713 deceduto)
- Jean-Louis Berton des Balbes de Crillon † (18 settembre 1713 - 22 dicembre 1727 nominato arcivescovo di Tolosa)
- Paul-Alexandre de Guénet † (26 gennaio 1728 - 3 settembre 1769 deceduto)
- Louis-Henri de Bruyère de Chalabre † (12 marzo 1770 - 1795 deceduto)
  - Sede vacante (1795-1801)
  - Sede soppressa